# (466810) 2015 BD99
(466810) 2015 BD99 es un asteroide perteneciente al cinturón de asteroides, descubierto el 21 de septiembre de 2003 por el equipo Spacewatch desde el Observatorio Nacional de Kitt Peak (Arizona, Estados Unidos).